# الأسرى الأرمن في حرب مرتفعات قره باغ 2020
الأسرى الأرمن في حرب مرتفعات قره باغ 2020 هم جنود في القوات المسلحة لجمهورية أرتساخ والقوات المسلحة الأرمينية، بالإضافة إلى مدنيين ومحتجزين آخرين، الذين استسلموا أو تم أسرهم بالقوة من قبل القوات المسلحة الأذربيجانية أثناء وبعد الصراع في عام 2020 بين أذربيجان وجمهورية أرتساخ المعلنة من جانب واحد مع أرمينيا في منطقة مرتفعات قره باغ المتنازع عليها والمناطق المحيطة بها.
عاملت القوات الأذربيجانية بشكل غير إنساني العديد من الأفراد العسكريين والمدنيين وغيرهم من المحتجزين من أصل أرمني، وعرضتهم للإيذاء الجسدي، التعذيب، الإذلال، الاختفاء القسري، القتل خارج نطاق القضاء والإعدام. قتل المدنيين عمدا، قتل أسرى حرب عمدا، تعذيب، أخذ رهائن، القتل رغم إستسلام الأسير، كلها تعتبر جرائم حرب.
ظل عدد أسرى الحرب الأرمن غير معروف. وقد احتُجزوا في ظروف احتجاز مهينة. على الرغم من الدعوات للإفراج الفوري عن جميع أسرى الحرب الأرمن والمدنيين وغيرهم من المحتجزين من قبل الاتحاد الأوروبي والمنظمات الدولية، فقد وجهت أذربيجان اتهامات جنائية ضدهم. رفعت أرمينيا قضية ضد أذربيجان في محكمة العدل الدولية في سبتمبر 2021، وعقدت الجلسات في أكتوبر 2021 في لاهاي.

## خلفية
بدأت الأعمال العدائية المتجددة بين أذربيجان مع أرتساخ وأرمينيا في 27 سبتمبر 2020. تم السيطرة من طرف أذربيجان على العديد من الأراضي خلال الأسابيع الستة التالية والتي بلغت ذروتها في السيطرة على بلدة شوشا ذات الأهمية الاستراتيجية (المعروفة أيضًا باسم شوشي) ودفعت الطرفين إلى الموافقة على اتفاق لوقف إطلاق النار في 9 نوفمبر 2020. وفقًا للاتفاقية، اتفق الطرفان المتحاربان على تبادل أسرى الحرب والقتلى.

## الإساءة والتعذيب
في 19 مارس 2021، ذكرت منظمة هيومن رايتس ووتش أن القوات المسلحة الأذربيجانية أساءت إلى أسرى حرب أرمن في حرب مرتفعات قره باغ 2020. ودعت هيومن رايتس ووتش السلطات الأذربيجانية إلى التحقيق في حالات سوء المعاملة وتقديم المسؤولين عنها إلى العدالة. كما دعت المنظمة الجانب الأذربيجاني إلى "الإفراج الفوري عن جميع أسرى الحرب المتبقين" والمدنيين المحتجزين و "تقديم معلومات عن أماكن" الأفراد العسكريين والمدنيين الذين لا يُعرف وضعهم.
كما فحصت هيومن رايتس ووتش أكثر من 20 مقطع فيديو نُشر على وسائل التواصل الاجتماعي لمشاهد من الواضح أن الضباط الأذربيجانيين يسيئون معاملة أسرى الحرب الأرمن.

### شاهدة أسرى الحرب الأرمن

#### هيومن رايتس ووتش
قابلت هيومن رايتس ووتش 4 أسرى حرب أرمن وصفوا بالتفصيل سوء معاملتهم أثناء الاحتجاز، وكذلك سوء معاملة أسرى حرب آخرين تم أسرهم معهم أو في نفس الزنزانة. قال أحد أسرى الحرب الأرمن إنه طُعن بقضيب معدني حاد. في الأيام الأولى من الاعتقال، كان يتم إعطاء أسرى الحرب القليل من الماء وتقريباً من دون طعام.
قال أحد أسرى الحرب الأرمن، البالغ من العمر 19 عامًا ، لـ هيومن رايتس ووتش إنه تم تقييده وتقييد يديه وألقي به في مؤخرة السيارة ووجهه لأسفل. أحرق جندي أذربيجاني يديه بما وصفه بـ "ولاعة مقاومة للرياح"، والتي كانت تُستخدم أيضًا في تسخين قضيب معدني وكزّه في ظهره بالقضيب. كما تحدث السجين عن تأثير هذه الإساءة عليه واستمرارها في المستشفى:

تعرض أسير حرب أرمني آخر يبلغ من العمر 20 عامًا، تم أسره في 20 أكتوبر 2021 في مقاطعة هادروت، مع ثمانية جنود آخرين، للضرب على يد الجيش الأذربيجاني:
بدأوا في ضربنا على الفور واستمروا في ضربنا لمدة ثلاث ساعات أو نحو ذلك. قال لهم قادتهم ألا يفعلوا ذلك. لكن عندما لا يكون هؤلاء الضباط في الجوار، يستأنف الضرب ... أعطوا مجرفة لأحدنا وأمروه بالذهاب لحفر قبره. لقد كان خائفًا جدًا لدرجة أنه بدأ في الحفر".
قال جميع أسرى الحرب الثلاثة إنهم قيدوا بالأصفاد بمبرد ولم يكن معهم مراتب أو بطانيات. لم يتم إعطاؤهم طعامًا أو ماءً ولم يتلقوا أي رعاية طبية لإصاباتهم. قام الضباط الأذربيجانيون بضرب الأسرى الأرمن بقبضات اليد والأرجل والقضبان الخشبية.
قال أحد أسرى الحرب الأرمن عن اعتقاله في باكو إنه كاد أن لا ينام هناك. تعرض للاعتداء والضرب من قبل مجموعة من الحراس ، عددهم من 2 إلى 4 ، بمجرد تهجئه. كسر أحدهم قضيبًا خشبيًا عليه ، وضربه بشدة لدرجة أنه فقد استخدام إحدى ذراعيه مؤقتًا. في يومه الرابع هناك ، تعرض للضرب المبرح لدرجة أن اثنين من ضلوعه انكسرت.
وسرد أسير حرب أرمني آخر يبلغ من العمر 31 عامًا تفاصيل تعرضه للضرب المتكرر؛ تعرضوا للضرب دون توقف لمدة ساعة ونصف، ودفعوا على الأرض ، ولكموا وركلوا، "عمل" اثنان أو ثلاثة من الحراس على كل منهم. مرة واحدة في زنزانته مع سجين آخر من مجموعته، كان الحراس يأتون ويضربونهم عدة مرات في اليوم. وذكر السجين أنه لم يتم استجوابه أثناء الإساءات التي تعرض لها وبدلاً من ذلك تم طرح أسئلة مثل "لماذا انضممت إلى القتال".
تم استجواب الأسرى الأربعة من قبل الخدمات الخاصة الأذربيجانية لعدة أسابيع. وأثناء الاستجواب تعرضوا جميعاً للضرب بقبضات اليد والركل والضرب بالهراوات. قال تيجران، أحد أسرى الحرب، إنه تعرض مرتين للتعذيب بالتيار الكهربائي. في المرة الأولى، استمر التعذيب حوالي 40 دقيقة، وفي كل مرة أغمي عليه من الألم، كان يستعيد وعيه ويصعق بالكهرباء مرة أخرى. في الحالة الثانية، استمر التعذيب حوالي 10 دقائق.
ذهب الحراس إلى زنزانته كل يوم لركل وضرب أسرى الحرب. قال هوفانيس إنهم كانوا يضربونه حتى أمام الطبيب، الذي غير الضمادات، كان يضرب كل يوم.

#### مارال نجاريان وفيكن يولجكجيان
تم القبض على مارال نجاريان وخطيبها فيكن إيلجيكجيان في 10 نوفمبر 2020، وهما في طريقهما إلى شوشا، غير مدركين أن المدينة قد استولت عليها القوات المسلحة الأذربيجانية. وبحسب مارال، تم تقييد أيديهم وتفتيشهم ومصادرة هواتفهم وسياراتهم وجوازات سفرهم. بعد ساعتين من الاعتقال، بدأ الحراس بضرب يولجكجيان. تم نقلهم لاحقًا إلى سجن عسكري ثم إلى باكو بحجة تسليمهم للصليب الأحمر، ليتم نقلهم إلى سجن آخر يعتقد نجاريان أنه سجن غوبوستان. كانت تلك هي المرة الأخيرة التي رأت فيها نجاريان يولجكجيان، مصابًا بكدمات وجروح مفتوحة في معصميه.
تم الإفراج عن نجاريان في 10 مارس / آذار 2021 ، بوساطة اللجنة الدولية للصليب الأحمر. بينما حكم على يوليكجيان بالسجن لمدة 20 عامًا في أذربيجان بذريعة "الإرهاب".

#### مقاطع فيديو تصور الإساءة
هناك المئات من مقاطع الفيديو التي تصور الانتهاكات ضد السجناء الأرمن على الإنترنت، عسكريين ومدنيين، تم التعرف على 35 منهم من خلال أدلة الفيديو اعتبارًا من 15 ديسمبر 2021.

## إعدامات

### الإعدام في هادروت
في 15 أكتوبر / تشرين الأول 2020، ظهر شريط فيديو يظهر إعدام اثنين من الأرمن الأسرى على يد جنود أذربيجانيين؛ تعرفت سلطات أرتساخ على أحدهم بأنه مدني. قام بيلنجكات بتحليل مقاطع الفيديو وخلصت إلى أن اللقطات كانت حقيقية وأن كلاهما من المقاتلين الأرمن الذين أسرتهم القوات الأذربيجانية بين 9 و 15 أكتوبر 2020 وتم إعدامهم لاحقًا. كما حققت البي بي سي في مقاطع الفيديو وأكدت أن مقاطع الفيديو كانت من هادروت وتم تصويرها في وقت ما بين 9-15 أكتوبر / تشرين الأول 2020. بدأ التحقيق من قبل المدافع عن حقوق الإنسان في أرمينيا، أرمان تاتويان، الذي شارك مقاطع الفيديو مع المحكمة الأوروبية لحقوق الإنسان والذي سيعرض أيضًا مقاطع الفيديو على مفوض الأمم المتحدة لحقوق الإنسان ومجلس أوروبا والمنظمات الدولية الأخرى. صرحت مفوضة الأمم المتحدة لحقوق الإنسان، ميشيل باشليت، أن "التحقيقات المتعمقة التي أجرتها المنظمات الإعلامية في مقاطع الفيديو التي يبدو أنها تظهر القوات الأذربيجانية تعدم بإجراءات موجزة اثنين من الأرمن الأسرى في زي عسكري، كشفت معلومات مقنعة ومقلقة للغاية".

### آخرون
في 10 ديسمبر / كانون الأول، أصدرت منظمة العفو الدولية تقريراً عن مقاطع فيديو تصور جرائم حرب. في بعض مقاطع الفيديو هذه، شوهد جنود أذربيجانيون يقطعون رأس جندي أرمني بينما كان على قيد الحياة. في مقطع فيديو آخر، الضحية رجل كبير في السن يرتدي ثياباً مدنية ويقوم الجنود الآذريون بقطع حلقه قبل أن ينتهي الفيديو بشكل مفاجئ.
أكدت صحيفة الغارديان قيام القوات المسلحة الأذربيجانية بقطع رأس مدنين اثنين كبيران في السن من أصل أرمني.

## العودة إلى الوطن بعد الحرب

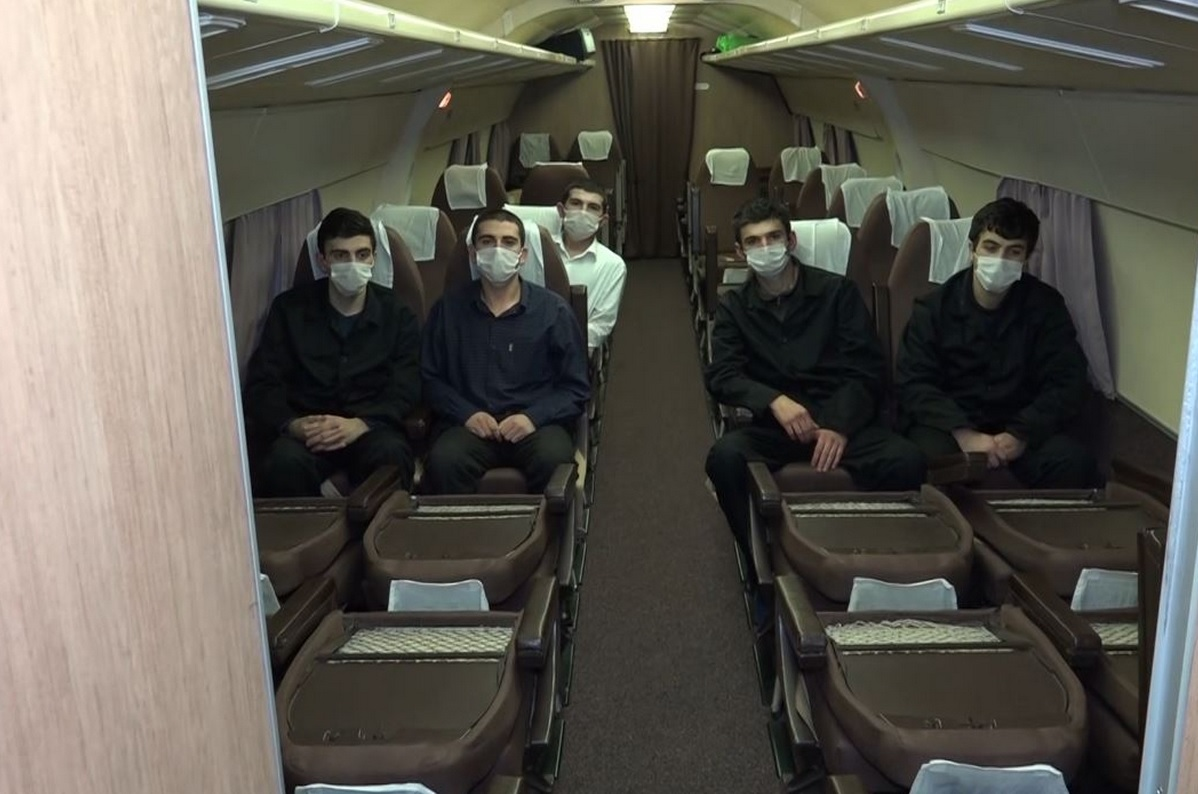
عودة أسرى الحرب الأرمن إلى يريفان في فبراير 2021. الصورة نشرتها وزارة الدفاع الروسية.

في ديسمبر 2020، بدأت أرمينيا وأذربيجان تبادل مجموعات من أسرى الحرب بوساطة روسية. اعتبارًا من فبراير 2022، عاد 150 سجينًا، بمن فيهم مدنيون، إلى أرمينيا وأرتساخ.

## ردود الفعل

### أرمينيا وآرتساخ
وفقًا للسلطات الأرمينية، اعتبارًا من أبريل 2021، تم احتجاز أكثر من 200 أسير حرب أرميني من قبل أذربيجان.

### الشتات الأرمني
في 14 أبريل 2021، انطلقت حملة عالمية بين الأرمن في الشتات للمطالبة بالإفراج عن الأسرى الأرمن وغيرهم من المعتقلين في أذربيجان. وجرت احتجاجات في 14 مدينة حول العالم، بما في ذلك تورنتو وباريس وروما وهيوستن وساكرامنتو ومونتريال ونيويورك ولوس أنجلوس ووارسو وبرلين وهامبورغ وموسكو.

### أذربيجان
في أذربيجان، لا يُعتبر المعتقلون أسرى حرب، بل يُتهمون بارتكاب جرائم مختلفة يُزعم ارتكابها بعد توقيع اتفاق وقف إطلاق النار.

### دوليا

#### دول
روسيا: في 31 أغسطس 2021، دعا وزير الخارجية الروسي سيرغي لافروف أذربيجان إلى إطلاق سراح جميع أسرى الحرب الأرمن دون أي شروط إضافية.
 الولايات المتحدة: في 22 أيلول / سبتمبر 2021، أقر مجلس النواب الأمريكي تعديلاً يطالب أذربيجان بالإفراج الفوري عن حوالي 200 من أسرى الحرب الأرمينيين والرهائن والمحتجزين، ولفت الانتباه إلى أن أذربيجان "تسيء تمثيل وضعهم في محاولة لتبرير استمرار أسرهم".
 كندا: في 7 مايو 2021، رحبت وزارة الشؤون العالمية الكندية، وزارة الحكومة الكندية، بالإفراج عن المحتجزين الأرمن و "تواصل الدعوة إلى إطلاق سراح جميع المعتقلين".
 لوكسمبورغ: في 28 مايو 2021، دعت وزارة الخارجية أذربيجان إلى الإفراج الفوري عن جميع أسرى الحرب الأرمن.
 إسبانيا: في 11 مايو 2021، طالب أعضاء في البرلمان وأعضاء مجلس الشيوخ الإسبان بالإفراج عن الأسرى الأرمن المحتجزين في أذربيجان.
 هولندا: في 27 فبراير 2021، اعتمد البرلمان الهولندي اقتراحين، يعالجان أيضًا قضية أسرى الحرب الأرمن الذين لا يزالون محتجزين في أذربيجان، ودعا إلى إطلاق سراح أسرى الحرب وإعادتهم إلى الوطن.

### مجموعة مينسك التابعة لمنظمة الأمن والتعاون في أوروبا
في 13 أبريل 2021، ذكرت مجموعة مينسك التابعة لمنظمة الأمن والتعاون في أوروبا، المسؤولة عن التوسط في عملية السلام في نزاع مرتفعات قره باغ منذ عام 1992، أنه "يلزم بذل جهود إضافية لحل مجالات الاهتمام المتبقية وتهيئة مناخ من الثقة المتبادلة يفضي إلى سلام دائم"، بما في ذلك عودة جميع أسرى الحرب وغيرهم من المعتقلين وفقاً لأحكام القانون الدولي الإنساني.

### البرلمان الأوروبي
في 20 مايو 2021، اعتمد البرلمان الأوروبي قرارًا يحث أذربيجان على الإفراج الفوري وغير المشروط عن جميع السجناء الأرمن، العسكريين والمدنيين، المحتجزين أثناء النزاع أو بعده.

### المفوضية السامية لحقوق الإنسان
في 1 فبراير 2021، دعا خبراء حقوق الإنسان في الأمم المتحدة كلا الجانبين إلى الإفراج الفوري عن أسرى الحرب وغيرهم من الأسرى. كما أعربوا عن قلقهم من مزاعم تعرض أسرى الحرب وغيرهم من الأشخاص المحميين للقتل خارج نطاق القضاء والاختفاء القسري والتعذيب وغيره من أنواع سوء المعاملة.

### منظمة الدول الأمريكية (OAS)
دعا الأمين العام لمنظمة الدول الأمريكية، لويس ألماغرو، إلى إطلاق سراح جميع أسرى الحرب الأرمن.

### بيت الحرية
في 11 مايو 2021، أعلنت منظمة فريدوم هاوس لحقوق الإنسان أنها "تشعر بقلق عميق إزاء التقارير المتعلقة بالمعاملة اللاإنسانية وسوء المعاملة، بما في ذلك التعذيب، للأرمن الذين تم أسرهم واحتجازهم من قبل أذربيجان بعد النزاع المسلح الأخير".